# Thượng Bayern
Thượng Bayern (tiếng Đức: Oberbayern) là một tỉnh (Bezirk) cũng như là một vùng hành chính (Regierungsbezirk) tại Bayern.
Sau Hamburg Oberbayern là vùng ở Đức có GDP bình quân đầu người cao nhất.
Oberbayern là tên gọi một đơn vị hành chính, mà biên giới thay đổi rất nhiều lần, mà không đếm xỉa tới biên giới bộ tộc hay ngôn ngữ. Không có thổ ngữ riêng biệt gọi là tiếng Oberbayerisch. Từ „Oberbayern" xuất hiện đầu tiên năm 1255 khi công quốc Bayern bị chia ra. Tên gọi này dựa vào vị trí tương đối với sông Donau, theo hướng sông chảy trước hết là Oberbayern theo đó là Niederbayern, Thượng Áo, và Hạ Áo.

## Địa lý
Oberbayern nằm về phía Đông Nam trong bang Bayern và có biên giới về phía nam và phía Đông với Áo, về phía Đông Bắc với Niederbayern và Oberpfalz, về phía Tây Bắc với Mittelfranken và về phía Tây với Schwaben. Trung tâm hành chánh của tỉnh và đồng thời cũng là cơ quan chính phủ của vùng hành chính là München.

## Cấu trúc chính trị hiện thời của vùng hành chánh Oberbayern
Vùng hành chánh Oberbayern bao gồm 3 thành phố độc lập và 20 huyện:

### Thành phố độc lập
1. München
2. Ingolstadt
3. Rosenheim

### Huyện
| 1. Altötting 2. Bad Tölz-Wolfratshausen 3. Berchtesgadener Land 4. Dachau 5. Ebersberg 6. Eichstätt 7. Erding 8. Freising 9. Fürstenfeldbruck 10. Garmisch-Partenkirchen | 1. Landsberg 2. Miesbach 3. Mühldorf 4. München 5. Neuburg-Schrobenhausen 6. Pfaffenhofen 7. Rosenheim 8. Starnberg 9. Traunstein 10. Weilheim-Schongau |

## Lịch sử
Vào năm 1255 Bayern được chia ra lần đầu tiên, Oberbayern dưới sự trị vì của Ludwig der Strenge trở thành một công quốc độc lập, nước này tuy nhiên không hoàn toàn giống như vùng hành chánh hiện nay. Sau khi tạm thời nhập lại vào năm 1340 công quốc Bayern 1392 lại được chia ra làm 3 phần: Oberbayern trở thành Bayern-München và Bayern-Ingolstadt, từ Niederbayern thành Bayern-Landshut. Ngoài ra ở Niederbayern từ năm 1349 đã có một công quốc thứ 4 Straubing-Holland. 1505 các công quốc này lại thống nhất trở lại. Vào thời thế tục hóa 1802/1803 vùng Hochstift Freising được nhập vào Oberbayern.